# Condado de Stewart (Tennessee)
O Condado de Stewart é um dos 95 condados do Estado americano do Tennessee. A sede do condado é Dover, e sua maior cidade é Dover. O condado possui uma área de 1 277 km² (dos quais 90 km² estão cobertos por água), uma população de 12 370 habitantes, e uma densidade populacional de 10 hab/km² (segundo o censo nacional de 2000).